# غریبه‌های فامیل
غریبه‌های فامیل (به انگلیسی: Relative Strangers) یک فیلم سینمایی آمریکایی در ژانر کمدی محصول سال ۲۰۰۶ میلادی به کارگردانی گرگ گلینا است.

## داستان
پدر و مادر روانشناس سی و چهار ساله ریچارد کلیتون (ران لیوینگستون) برای او فاش می‌کنند که وی فرزندخوانده آنها است. سپس والدین او با علم بیولوژیک مشخص می‌شود و معلوم می‌شود والدین وی، فرانک (دنی دویتو) و آگنس منور (کتی بیتس) یک کارناک طبقه پایین هستند. آنها او را به خانه می‌برند و باعث ایجاد هرج و مرج در زندگی عادی او می‌شوند.

## بازیگران
- دنی دویتو در نقش فرانک منور
- کتی بیتس در نقش آگنس مانور
- ران لیوینگستون در نقش ریچارد کلیتون
- نو کمبل در نقش الن مینولا
- بورلی دی آنجلو در نقش آنجلا مینولا
- باب ادنکیرک در نقش میچ کلینتون
- ادوارد هرمان در نقش داگ کلیتون
- کریستین برنسکی در نقش آرلین کلیتون
- مارتین مول در نقش جفری مورتون
- مایکل مک‌کین در نقش کن‌هایمان
- ام.سی. گینی
- استار جونز در نقش هالی دیویس
- تریپل اچ حضور کوتاه
- دیوید باتیستا حضور کوتاه